# Перепятиха
Перепятиха (укр. Переп'ятиха) — один из восьми курганов в Васильковском районе Киевской области, расположенных близ села Марьяновка.
Курган является частью известной в литературе XIX века группы из 57 курганов, расположенных на летописном Перепетовом поле. Курган скифского времени Перепятиха был раскопан в 1845 году. Раскопками руководил Н. Д. Иванишев. В раскопках, возможно, принимал участие в качестве художника Т. Г. Шевченко. В 1985 году курганная группа была обследована экспедицией Института археологии АН УССР (археологами Гороховским Е. Л., Звиздецким Б. А.).

## Описание

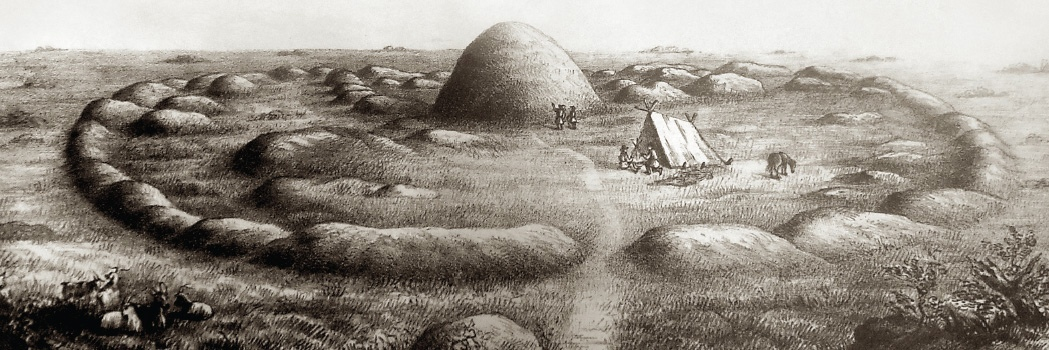
Наружный вид кургана Перепятиха. Работа А. Ф. Сенчило-Стефановского

Курган Перепятиха располагается к западу от села Марьяновка в бассейне реки Рут (левый приток Роси). По состоянию на 1845 год высота насыпи кургана составляла 10 м, размеры с востока на запад 20 м, с севера на юг 10 м. Насыпь кургана состояла из слоёв твёрдой земли, смешанной с песком и глиной. Середина была завалена необработанными гранитными камнями. Длина некоторых камней была больше 1 м. Особенностью кургана является наличие кольцевидного вала длиной 370 м и диаметром 117 м. На площади, окружённой валом, кроме центрального кургана, находились ещё 48 небольших удлинённой формы насыпей высотой до 2 м. Некоторые из насыпей подходили вплотную к главному кургану. В насыпи находился огромный склеп, в котором обнаружены трупосожжения в сосудах и 14 погребённых, лежавших в вытянутом положении головой на запад. При четырёх погребённых находился различный погребальный инвентарь. Остальные десять захороненых, лежавшие также в вытянутом положении, были без сопровождающего инвентаря. В южной части погребальной камеры были найдены дорогие украшения: 24 небольшие трёхсантиметровые золотые бляшки, изображавшие грифонов и три обрывка золотых ленточных пластин, на одной из которых сохранились следы шерстяной ткани. По мнению Н. Д. Иванишева, этой тканью, украшенной золотыми бляшками-грифонами, был накрыт один из сосудов с трупосожжением. В погребальной камере были найдены также: каменные блюда из песчаника, глиняные миски, черпаки, точильный брусок, обломки бронзового предмета. Площадь вокруг насыпи ныне спланирована и распахана.